# Джек Г'юстон
Джек Олександр Г'юстон (англ. Jack Alexander Huston; нар. 1982, Лондон) — британський актор кіно і телебачення. Найбільш відомий роллю Річарда Херроу в телесеріалі Підпільна імперія.

## Біографія
Г'юстон народився в Лондоні, в сім'ї леді Марго Лавінії Чомлі (англ. Lady Margot Lavinia Cholmondeley) і Уолтера Ентоні Г'юстона. Джек вирішив стати актором у віці шести років, зігравши головну роль в шкільній постановці про Пітера Пена. Пізніше він вступив до знаменитого драматичного училища «Гартвуд Гаус».

## Особисте життя
Його мати — англійка, батько — американець. Його дідусем і бабусею по батьківській лінії були режисер Джон Г'юстон і Енріка (Сома), його дідусем і бабусею по материнській лінії були Г'ю Чомлі, 6-й маркіз Чомлі, і Лавінія Маргарет (Леслі). Г'юстон — племінник акторів Анжеліки Г'юстон і Денні Г'юстона, а також Девіда Чомлі — 7-го маркіза Чомлі. По батьківській лінії, Джек — правнук актора Волтера Г'юстона. Завдяки дідові по материнській лінії, серед предків Джека є: Роберт Уолпоул, перший прем'єр-міністр Великої Британії, Давид Сассун  - скарбник Багдада, і Маєр Амшель Ротшильд, засновник будинку Ротшильдів  - міжнародної банківської династії.
Г'юстон почав зустрічатися з американською моделлю Шенною Клік в 2011 році. 6 квітня 2013 року у пари народилася дочка — Сейдж Лавінія Г'юстон.

## Фільмографія
| Кіно        | Кіно                           | Кіно                | Кіно                               | Кіно |
| Рік         | Назва                          | Роль                | Примітка                           |      |
| ----------- | ------------------------------ | ------------------- | ---------------------------------- | ---- |
| 2005        | Громадський патруль            | Боб                 | aka Deadly End                     |      |
| 2006        | Я спокусила Енді Воргола       | Герард Маланга      |                                    |      |
| 2007        | Гриби                          | Джейк               |                                    |      |
| 2008        | Райський сад                   | Девід Борн          |                                    |      |
| 2008        | Вікінги                        | Вульфрік            |                                    |      |
| 2009        | Бугі-вугі                      | Джо                 |                                    |      |
| 2009        | Психоаналітик                  | Шамус               |                                    |      |
| 2010        | Затемнення                     | Ройс Кінг II        |                                    |      |
| 2010        | Гарний малий                   | Грім Плінсон        |                                    |      |
| 2011        | Горяча картопля                | Денні               |                                    |      |
| 2011        | Саломея Уайльда                | Лорд Альфред        |                                    |      |
| 2012        | Два Джека                      | Джек Хуссар-мол.    |                                    |      |
| 2012        | Не зникай                      | Юджин               |                                    |      |
| 2013        | Убий своїх коханих             | Джек Керуак         |                                    |      |
| 2013        | Нічний потяг до Лісабону       | Амадеу              |                                    |      |
| 2013        | Американська афера             | Піт Мусейн          |                                    |      |
| 2014        | Посмертний                     | Ліам Прайс          |                                    |      |
| 2015        | Найдовша подорож               | Айра Левінсон       |                                    |      |
| 2016        | Гордість і упередження і зомбі | містер Вікем        |                                    |      |
| 2016        | Бен-Гур                        | Іуда Бен-Гур        |                                    |      |
| 2019        | Ірландець                      | Роберт Кеннеді      |                                    |      |
| 2020        | Антебеллум                     | капітан Джаспер     |                                    |      |
| 2021        | Гуччі                          | Доменіко Де Соле    |                                    |      |
| 2022        | Омий мене у річці              | Шелбі Джон          |                                    |      |
| Телебачення |                                |                     |                                    |      |
| Рік         | Назва                          | Роль                | Примітка                           |      |
| 2004        | Спартак                        | Флавій              | Телефільм                          |      |
| 2007        | Міс Остін шкодує               | Лікар Чарльз Гейден | Телефільм                          |      |
| 2009—2010   | Іствик                         | Джеймі              | 8 епізодів                         |      |
| 2010—2013   | Підпільна імперія              | Річард Херроу       | 33 епізоди                         |      |
| 2012        | Кінець параду                  | Джеральд Дрейк      | 3 епізоди                          |      |
| 2012        | Трон: Повстання                | Рескет              | озвучення Епізод: «Tagged»         |      |
| 2014        | Велика пожежа                  | король Карл II      | 4 епізоди                          |      |
| 2018        | Романові                       | Самюель             | Епізод: «House of Special Purpose» |      |
| 2020        | Фарґо                          | Одіс Вефф           | 8 епізодів                         |      |
|             | Нуар Людина-павук              | охоронець           |                                    |      |